# Dariela Ludlow
Dariela Ludlow Deloya (22 de junio de 1976, Ciudad de México) es una cineasta y directora de fotografía mexicana.

## Biografía
Ludlow ingresó a la Escuela Nacional de Artes Plásticas para estudiar Artes Visuales, debido a su interés en la pintura. Sin embargo, después de haber sido invitada a un rodaje, se enroló en el Centro de Capacitación Cinematográfica (CCC), donde desarrolló su gusto por la fotografía. También cuenta con un máster por la Escuela Superior de Cine y Audiovisuales de Cataluña (ESCAC).

## Trayectoria

### Dirección
Ludlow debutó en 2007 con el cortometraje TR3S, que se presentó en el Festival Internacional de Cine de Morelia. En 2009, Ludlow dirigió su primer largometraje, Un día menos, un documental que sigue a una pareja de ancianos que vive en un departamento en Acapulco. El filme retrata la desolación del matrimonio (Carmen, de 84 años; y Emeterio, de 97), mientras su familia se desentienden de ellos. Todos los integrantes del documental son familiares de la directora. Ludlow también se encargó del guion (en colaboración con Miguel Schverdfinger) y la fotografía de la película.
Ludlow dirigió en 2016 Esa era Dania, un filme que relata la historia de una madre adolescente que afronta el desafío de educar sola a su hijo. La película formó parte de la selección oficial de la edición 14 del Festival Internacional de Cine de Morelia y fue considerada por la crítica como "un ejercicio transgresor que cuestiona convenciones estéticas y formales".

### Cinematografía
Ludlow participó en 2010 como directora de fotografía en el documental La cuerda floja de Nuria Ibáñez. Su trabajo recibió elogios de la crítica debido a que solo utilizó una cámara en la filmación. En 2011, se encargó de la cinematografía del documental Morir de pie, ópera prima de la periodista Jacaranda Correa que relata la vida de un luchador social.
En 2012, fue directora de fotografía de la película No quiero dormir sola de Natalia Beristáin, que relata la historia de una mujer de 33 años que debe hacerse responsable de su abuela, una actriz retirada alcohólica. En 2014, realizó la cinematografía de Los bañistas, ópera prima de Max Zunino, ambientada en la Ciudad de México durante las protestas de 2012 en contra de Enrique Peña Nieto.
Ludlow repitió fórmula con Beristaín en su filme de 2017, Los adioses, película biográfica sobre la escritora mexicana Rosario Castellanos. Por este trabajo, recibió una nominación a Mejor Fotografía en la LX edición de los Premios Ariel.
En 2018, se encargó de la dirección de fotografía de Las niñas bien, cinta de Alejandra Márquez Abella, basada en la novela homónima de Guadalupe Loaeza. Su labor fue nominada nuevamente en la LXI edición de los premios Ariel.
Ludlow también es responsable de la cinematografía de Noche de fuego, primera incursión en el cine de ficción de la documentalista Tatiana Huezo, estrenada en 2021. Dariela obtuvo el premio Ariel a Mejor Fotografía en 2022 por este trabajo.
En 2021, se convirtió en la primera mujer directora de la cinematografía de la serie Narcos: México, al encargarse de la fotografía de la tercera temporada.

“Es la primera vez en Narcos que tienen una mujer fotógrafa. Que hayan decidido poner a una mujer en este puesto, me parece muy significativo porque es un puesto muy importante. Es un lugar en el que han predominado los hombres. Más allá de las oportunidades laborales que vienen, que por supuesto son muchas, muestra a otras mujeres que se pueden ocupar estos lugares, y eso es increíble.
Dariela Ludlow, 9 de marzo de 2021

En 2022, realizó la fotografía para la película Ruido, tercer largometraje de la directora Natalia Beristáin.

## Filmografía
| Año       | Título                             | Cargo                                | Nota                                 |
| --------- | ---------------------------------- | ------------------------------------ | ------------------------------------ |
| 2007      | TR3S                               | Directora / Guionista                | Cortometraje                         |
| 2009      | Un día menos                       | Productora / Directora / Guionista   | Largometraje                         |
| 2009      | Expedición 1808                    | Directora de fotografía              | Serie de TV Documental; 13 episodios |
| 2010      | La cuerda floja                    | Directora de fotografía              | Largometraje documental              |
| 2011      | Morir de pie                       | Directora de fotografía              | Largometraje documental              |
| 2011-2012 | Los que llegaron                   | Directora general                    | Serie de TV Documental; 13 episodios |
| 2012      | No quiero dormir sola              | Directora de fotografía              | Largometraje documental              |
| 2014      | Yerbamala                          | Directora de fotografía              | Largometraje documental              |
| 2014      | Los bañistas                       | Productora / Directora de fotografía | Largometraje documental              |
| 2015      | Escándalos                         | Directora                            | Serie de antología; 2 episodios      |
| 2015      | Luces brillantes                   | Directora de fotografía              | Cortometraje                         |
| 2015      | Los cuadros negros                 | Directora de fotografía              | Cortometraje documental              |
| 2016      | Esa era Dania                      | Productora / Directora / Guionista   | Largometraje                         |
| 2017      | Guerra de ídolos                   | Directora de fotografía              | Telenovela                           |
| 2017      | Los adioses                        | Directora de fotografía              | Largometraje biográfico              |
| 2017      | La fuerza de creer                 | Directora de fotografía              | Serie de televisión; temporada 1     |
| 2018      | Descontrol                         | Directora de fotografía              | Serie de antología; 3 episodios      |
| 2018      | Las niñas bien                     | Directora de fotografía              | Largometraje                         |
| 2019      | Yankee                             | Directora de fotografía              | Serie web; 25 episodios              |
| 2020      | Historia de un crimen: La búsqueda | Directora de fotografía              | Serie web; 6 episodios               |
| 2021      | Noche de fuego                     | Directora de fotografía              | Largometraje                         |
| 2021      | Narcos: México                     | Directora de fotografía              | Serie web; temporada 3               |
| 2022      | Ruido                              | Directora de fotografía              | Largometraje                         |
| 2023      | A Million Miles Away               | Directora de fotografía              | Largometraje                         |